# سیارک ۱۳۶۵۷
سیارک ۱۳۶۵۷ (به انگلیسی: 13657 Badinter، نامگذاری:1997EB54)۱۳۶۵۷مین سیارک کشف شده‌است که در ۰۸ مارس ۱۹۹۷ کشف شد.